# DICO (disegno di legge)

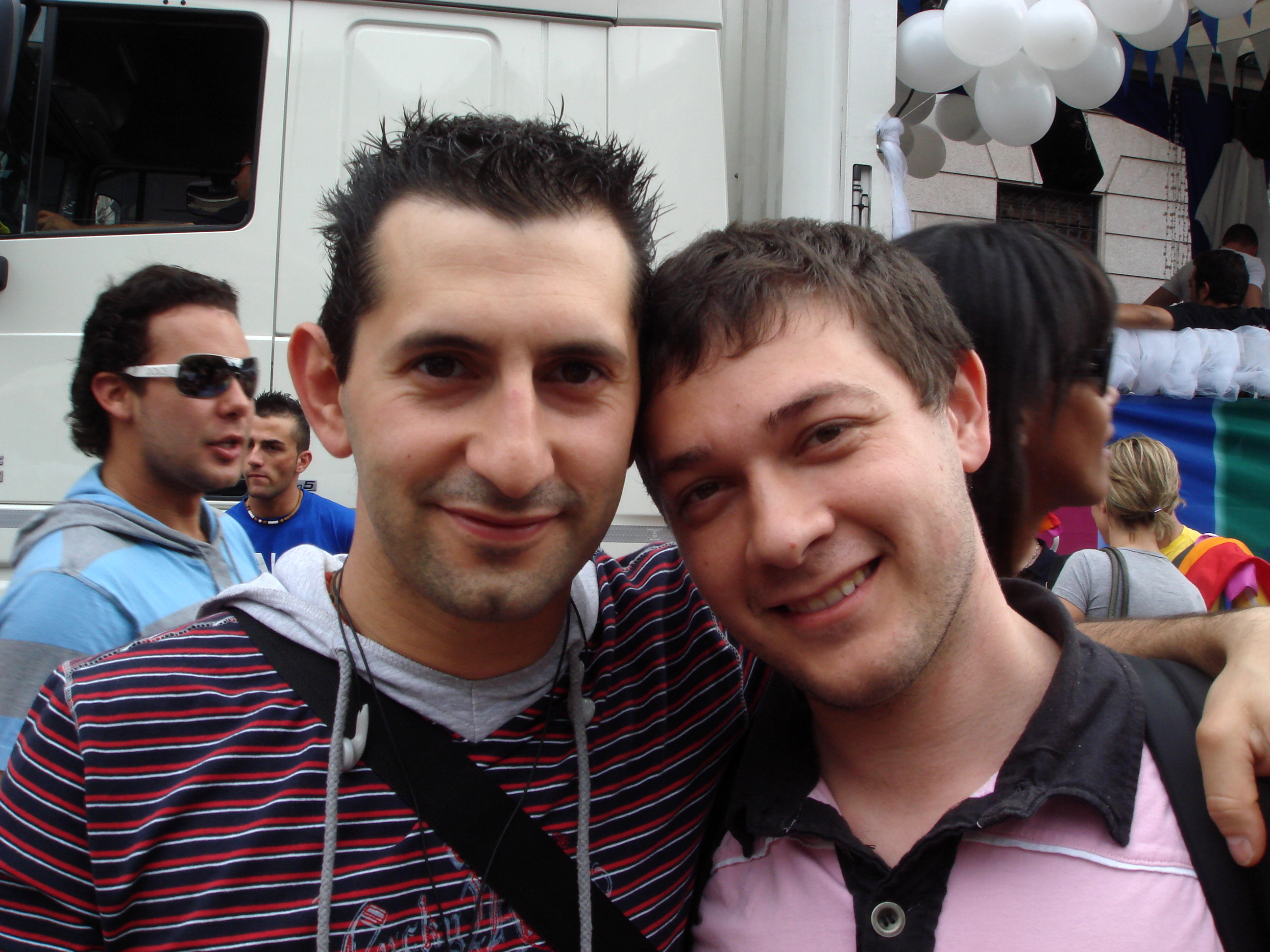
Una coppia omosessuale nel 2008 al Gay Pride

DICO è una sigla che significa "DIritti e doveri delle persone stabilmente COnviventi" e viene riferita comunemente al disegno di legge, presentato dal Governo Prodi II l'8 febbraio 2007, finalizzato al riconoscimento nell'ordinamento giuridico italiano di taluni diritti e doveri discendenti dai rapporti di "convivenza" registrati all'anagrafe: l'iter legislativo si è di fatto concluso con la caduta del Governo Prodi II nel 2008.

## L'inquadramento storico-politico
Durante la campagna elettorale per le elezioni politiche in Italia del 2006, nel corso della redazione del programma della coalizione di Romano Prodi (cosiddetta Unione, che comprendeva tutti i partiti di centrosinistra) fu sollevato da esponenti della sinistra il problema dei diritti civili e in particolare del riconoscimento delle coppie di fatto anche omosessuali.
Si aprì dunque un forte dibattito che vedeva contrapposti, da un lato, La Margherita guidata da Francesco Rutelli e diversi esponenti del centro cattolico, contrari a tale riconoscimento e, dall'altro, la Rosa nel Pugno rappresentata da Emma Bonino e varie personalità della sinistra laica, invece favorevoli.
L'aspra dialettica si concluse, con l'abbandono del tavolo da parte dei radicali e socialisti rappresentati da Emma Bonino e la seguente formulazione definitiva del programma: "L'Unione proporrà il riconoscimento giuridico di diritti, prerogative e facoltà alle persone che fanno parte delle unioni di fatto". Tale formulazione prendeva le mosse da uno studio approfondito dapprima in seno al think tank del Laboratorio per la polis e presentato in un incontro pubblico con Piero Fassino, Lucia Fronza Crepaz e i giuristi Alberto Gambino e Filippo Vari: quest'ultimo si espresse in senso contrario a ogni forma di riconoscimento pubblico delle convivenze more uxorio e delle unioni omosessuali.
Successivamente lo studio è stato poi presentato in seno alla Commissione "Unioni di fatto" incaricata dalla Margherita.

## Il percorso legislativo
Il testo del disegno di legge è poi stato varato dal Consiglio dei ministri l'8 febbraio 2007, dopo essere stato redatto dagli staff legislativi dei due ministri Barbara Pollastrini (Pari Opportunità) e Rosy Bindi (Famiglia).
È stato quindi presentato all'esame del Senato della Repubblica, in quanto in quell'Aula erano già stati presentati provvedimenti simili.
In commissione Giustizia del Senato, il 10 luglio, il relatore (e presidente della commissione) Cesare Salvi presentò un suo testo, che prevedeva pure la modifica del nome con il quale indicare la futura legge, da Di.Co. (diritti e doveri delle persone stabilmente conviventi), che era il nome scaturito dal ddl Pollastrini-Bindi, in quello di Contratto di Unione Solidale (CUS), proposto dallo stesso Salvi. La commissione, nella seduta del 23 ottobre, decise di riprendere l'esame del testo base del relatore, fissando i tempi del suo iter: gli emendamenti dovevano essere presentati entro il 12 novembre. In quella data, cioè appena votata la finanziaria e chiusa la "sessione di bilancio", sarebbe iniziata la fase finale del cammino, con votazioni previste per la fine dello stesso novembre 2007.
Il disegno di legge non fu mai approvato. L'iter legislativo subì infatti un arresto prematuro per via della caduta del Governo Prodi II (che perse la maggioranza al Senato il 24 gennaio 2008) e del conseguente scioglimento delle Camere, decretato in data 6 febbraio 2008.

## Stesura
L'allora ministro Bindi, in un'intervista ha tenuto a precisare, a seguito delle numerose critiche provenienti dagli ambienti cattolici, che alla stesura del testo del decreto «hanno collaborato molti giuristi cattolici», guidati dai proff. Renato Balduzzi, consigliere giuridico del ministro Bindi e presidente del MEIC (Movimento Ecclesiale di Impegno Culturale) e Stefano Ceccanti, ex presidente FUCI e capo legislativo del ministro Pollastrini. Tuttavia, da altri ambienti cattolici parlamentari del centrosinistra venivano sollevate critiche di incoerenza del disegno di legge rispetto all'impostazione originaria definita nel programma dell'Unione ed in effetti lo stesso prof. Alberto Gambino, consigliere politico del vicepremier Rutelli e principale ispiratore della formula di mediazione raggiunta nel programma dell'Unione, in un comunicato stampa ne avrebbe preso le distanze.

## Normativa

### Chi avrebbe potuto utilizzare i DICO
Avrebbero potuto beneficiare degli effetti del disegno di legge, qualora approvato dalle Camere, i conviventi ovvero «due persone maggiorenni, anche dello stesso sesso, unite da reciproci vincoli affettivi, che convivono stabilmente e si prestano assistenza e solidarietà materiale e morale, non legate da vincoli di matrimonio, parentela, affinità, adozione, affiliazione, tutela.».

### Il riconoscimento
Il disegno di legge era finalizzato al riconoscimento giuridico alle "convivenze" che risultano iscritte nei registri anagrafici di ogni comune, con il conseguente riconoscimento di taluni diritti e doveri a seconda della rispettiva durata della convivenza:
- dopo tre anni, vengono riconosciuti i diritti e le tutele del lavoro;
- dopo nove anni, sono riconosciuti i diritti di successione.

### Diritti previsti e loro fruibilità
I diritti immediatamente fruibili sarebbero:
- Decisioni in materia di salute e in caso di morte - ciascun convivente può designare l'altro quale suo rappresentante: a)	in caso di malattia che comporta incapacità di intendere e volere, nei limiti previsti dalle disposizioni vigenti, per quanto attiene alle decisioni in materia di salute; b)	in caso di morte, per quanto riguarda la donazione di organi, le modalità di trattamento del corpo e le celebrazioni funerarie, nei limiti previsti dalle disposizioni vigenti. E la designazione è effettuata mediante atto scritto e autografo; in caso di impossibilità a redigerlo, viene formato un processo verbale alla presenza di tre testimoni, che lo sottoscrivono. Inoltre, in caso di assistenza o visite riservate ai soli familiari, come avviene di consueto in casi particolari negli ospedali, tali soggetti potranno superare questa barriera burocratica ed avere il diritto di farlo, questo perché nei peggiori dei casi si è visto negare la sua presenza al convivente da parte dei familiari e non è stato potuto evitare da parte dell'altro convivente ricoverato in quanto in stato di coma.
- Permesso di soggiorno - si consente al convivente straniero (comunitario e extracomunitario) che è già legalmente in Italia per altri motivi (ad es. turistici) di ottenere il permesso di soggiorno per ragioni affettive.
- Alloggi di edilizia pubblica - la materia rientra nelle competenze regionali; varie regioni stanno già introducendo punteggi aggiuntivi per i conviventi. La norma di principio introduce un vincolo per tutte le Regioni, un livello essenziale dei diritti, le modalità sono scelte dalle Regioni.
- Utili di impresa - il convivente partecipa agli utili dell'impresa dell'altro convivente, come avevano riconosciuto i giudici, ma solo recentemente.
- Tassa di successione - oggi per il convivente è fissata all'8%, scende al 5% .

I diritti fruibili dopo un determinato periodo di tempo sarebbero:
- Contratto di locazione - in caso di morte di uno dei conviventi, che sia conduttore nel contratto di locazione della comune abitazione, l'altro convivente può succedergli nel contratto, purché la convivenza perduri da almeno tre anni ovvero vi siano figli comuni. La disposizione si applica anche nel caso di cessazione della convivenza nei confronti del convivente che intenda subentrare nel rapporto di locazione.
- Agevolazioni in materia di lavoro con tre anni di convivenza sono facilitati trasferimenti e assegnazioni di sede dei conviventi.
- Trattamenti previdenziali e pensionistici - questo diritto verrà regolamentato dalla prossima riforma delle pensioni, con l'intenzione del legislatore di garantire diritti soprattutto a favore dei conviventi più deboli.
- Diritti di successione - con nove anni di convivenza, fatti salvi i diritti dei cosiddetti legittimari (quelli i cui diritti sono comunque intangibili) al convivente spettano i diritti di abitazione nella casa adibita a residenza della convivenza e di uso sui mobili che la corredano, se di proprietà del defunto o comuni. Quando si fa testamento non cambia nulla rispetto ad oggi; si può disporre liberamente, salvi i diritti intangibili dei riservatari (la cosiddetta riserva, dove invece il convivente non è ricompreso). Quando manca il testamento, il convivente ha dei diritti ereditari significativi ma non del tutto equivalenti al coniuge. Sicché accade che il convivente ha diritto a:

1. un terzo dell'eredità, se concorre un solo figlio;
2. un quarto dell'eredità, se concorrono due o più figli;
3. metà in caso di concorso con ascendenti legittimi (genitori o nonni) o con fratelli e sorelle;
4. tutta l'eredità in mancanza di figli, di ascendenti (genitori o nonni), di fratelli o sorelle e, in assenza di altri parenti entro il terzo grado.

### Doveri previsti
- Assistenza e solidarietà reciproche - Il primo dovere nasce dalla scelta stessa di due persone, anche dello stesso sesso, di prestarsi reciproca assistenza e solidarietà materiale e morale, attraverso una comune convivenza, che può essere provata dalle risultanze anagrafiche (già previste anche per le convivenze).
- Obbligo alimentare - L'assegno alimentare qui disciplinato vuole garantire al soggetto in situazioni di disagio economico, che verosimilmente ha prestato affidamento sul perdurare della convivenza, un sostegno economico di sopravvivenza «per un periodo determinato in proporzione alla durata della convivenza» sempre che la convivenza duri da almeno tre anni. L'assegno pertanto risponde a ragioni meramente solidaristiche ed è assimilabile a quello pure previsto a carico dei congiunti (ascendenti, discendenti etc.). L'obbligo alimentare invece non può essere assimilato a quello che grava sul divorziato che deve invece sempre mantenere per l'ex coniuge il tenore di vita precedente.

### Effetto retroattivo
La legge avrebbe avuto effetto retroattivo e i conviventi avrebbero avuto nove mesi per mettersi in regola.

## Le critiche
(Angelo Bagnasco, Genova, incontro con gli animatori della comunicazione della diocesi, 30 marzo 2007.)
Il percorso del disegno di legge è stato caratterizzato (così come lo è l'iter parlamentare in corso) da accese polemiche, sia in ambito politico (da parte dell'opposizione di governo e all'interno della stessa maggioranza) che in alcuni settori della società italiana. In estrema sintesi, le critiche espresse nel dibattito in corso possono essere così schematizzate:
- su un versante: contrarietà alla istituzione di "una specie di matrimonio", espressa dalla gerarchia della Chiesa cattolica ed in sostanza fatta propria, seppure in diverse misure e sfumature, da alcuni partiti, politici, associazioni di ispirazione cattolica;
- sul versante opposto: insoddisfazione per l'eccessiva "prudenza" del testo, soprattutto in riferimento ai diritti previsti, da parte di alcuni partiti, politici, associazioni laiche (sinistra radicale, associazioni LGBT, etc.).

Queste le principali contestazioni sul primo versante:
- il disegno non terrebbe conto della volontà delle parti, come invece accade nel PACS[9];
- gli stessi diritti si potrebbero ottenere, senza attese e senza una legge apposita, attraverso il diritto privato ed il codice civile[10][11];
- costituirebbero un legame valido anche se la dichiarazione di convivenza non è stata resa contestualmente da entrambi i conviventi[12];
- istituirebbero un "piccolo matrimonio" o "un matrimonio di serie B" in concorrenza con quello tradizionale, in cui si reclamano dei diritti senza adeguati doveri[11][13];
- i figli sarebbero meno tutelati in una forma di unione che è vista meno stabile del matrimonio;
- non sarebbero richiesti dalle persone conviventi;
- i registri civili non avrebbero avuto adesioni significative[13].

Queste le principali contestazioni sul secondo versante:
- il periodo di attesa per il diritto all'eredità sarebbe eccessivo[14];
- vi sarebbe impossibilità di adesione nel caso in cui uno dei partner sia extracomunitario e privo di permesso di soggiorno, il che per le coppie omosessuali rappresenterebbe un rischio di "separazione forzata" in quanto non sussiste la possibilità di congiungersi contraendo matrimonio[14];
- sarebbe impossibile recedere senza continuare a condividere il domicilio, incertezze sulle modalità di annullamento[14].

Si aggiungono preoccupazioni sui rischi di abuso, nel caso di una persona che dichiari la convivenza all'insaputa dell'altra persona coinvolta. Molti editorialisti e politici hanno infatti evidenziato come nell'ultima versione del testo del disegno di legge sia stato rimosso l'obbligo, precedentemente presente, di dichiarazione congiunta all'anagrafe del Comune di residenza. Allo stato attuale delle cose quindi, la dichiarazione potrebbe essere fatta da una sola persona, con effetto retroattivo, dietro comunicazione tramite raccomandata all'altro convivente. Raccomandata che però potrebbe essere materialmente intercettata e siglata dallo stesso primo dichiarante all'insaputa dell'altro, se effettivamente coabitante.